# 도미티아누스
도미티아누스 (51년 10월 24일 - 96년 9월 18일)는 로마 제국의 열 한 번째 황제이다. 그는 전임 황제자들이었던 베스파시아누스의 아들이자, 티투스의 동생이었으며, 플라비우스 왕조의 마지막 황제이기도 하다. 재위 기간 그의 권위주의적 성격 방식의 통치는 도미티아누스로 인해 권력이 급격하게 제한당한 원로원과 극도의 불화에 빠트렸다.
도미티아누스는 아버지와 형의 재위 기간에 크고 작은 형식적 역할을 맡았다. 형이 죽은 후, 도미티아누스는 친위대의 지지로 황제로 선포되었다. 그의 15년간의 통치 기간은 티베리우스 재위 기간 이래로 가장 긴 기간이었다.

## 생애

### 형제와의 경쟁
도미티아누스는 아버지 베스파시아누스와 어머니 플라비아 도미틸라 사이에서 둘째 아들로 태어났다. 그의 아버지 베스파시아누스는 제9대 로마 황제이었다. 그는 프린켑스 유벤투티스의 지위를 가졌고, 베스파시아누스 생전에 6차례나 집정관을 지냈다. 그리고 마침내 아들이 없는 11세 연상인 형 티투스의 뒤를 이을 황제감으로 인정받았다. 79년 6월 베스파시아누스가 죽은 뒤 그때까지 티투스가 누렸던 것과 똑같은 지위, 특히 호민관의 권력과 일부 임페리움을 누리고 싶어했으나 이를 허락받지 못해 결국 형과 적대하게 되었으며 이 때문에 훗날 형의 죽음에도 어느 정도 관여한 듯하다. 황제가 된 뒤에는 귀족들의 미움을 받았다. 트라야누스 시대의 역사가들인 타키투스와 소 플리니우스에게서 받은 혹평을 그대로 다 믿을 수는 없지만, 그는 분명 잔인하고 허세를 부렸기 때문에 평판이 좋지 않았던 듯하다. 그러나 군사적·행정적인 역량을 갖추고 있어 로마와 속주(屬州)의 행정관들을 강력히 통제했으며 이는 수에토니우스의 칭송을 받기까지 했다.

### 군사정책
그의 군사·외교 정책도 모두 성공적인 것은 아니었다. 도미티아누스는 집권초 브리튼 섬과 게르만 지방으로의 진격을 시행했고 국경인 라인-도나우 강변에 리메스(요새 방벽)를 건설했다. 그러나 스코틀랜드를 미처 합병시키기도 전에 도나우 강 지역에서 큰 전쟁이 일어나 로마는 2개의 레기온(군단)과 많은 군사를 잃었다. 이것은 타키투스도 지적했듯이 당시 군지휘관들이 태만하고 성급했기 때문이었지만 로마에서는 도미티아누스에게 책임을 돌렸다. 그러나 그는 84년에 군인 봉급을 1/3 정도 올려주는 등 현명하게 처신해 군대 내에서 인기를 그대로 유지했다.

### 우상화
진짜 문제는 그 자신의 법률상 지위와 의전행사에서의 위상이었다. 그는 아버지의 정책을 이어받아 자주 콘술직을 맡았으며, 85년에는 종신 감찰관이 되어 원로원 의원과 장군들의 행동을 통제했다. 원로원에서는 개선식 의상을 입고 있었다. 고대 그리스 경기를 본떠 4년마다 1번씩 개최한 경기를 주재할 때는 그리스풍의 옷과 금관을 착용했으며 동료 심판들은 여러 신들로 둘러싸인 도미티아누스의 초상이 새겨져 있는 관을 써야 했다. 토미티아누스 황제는 로마제국에 대한 복종을 이끌어내기 위해 자신을 '주님이자 하느님'(dominus et deus)이라고 부르게 해서 심한 공격을 받았으며, 기독교인들은 예수가 주님이자 하느님이라는 기독교의 케뤼그마에 반대되는 도미티아누스의 황제 우상화에 반대하여 로마제국의 탄압을 받았다.

### 철권통치
84년에 사촌 플라비우스 사비누스를 처형시킨 것은 다른 사건에 직접적으로 영향을 주지는 않았지만 87년에 일어난 일반적인 소요의 전초였다. 89년 1월 1일에는 상 게르마니아 총독 안토니우스 사투르니누스가 반란을 일으켰다. 이는 하 게르마니아 주둔군에 의해 진압되었으나 황제는 수많은 사람들을 처형했고 나중에는 원로원 의원을 종종 반역죄로 고발했다. 따라서 93년부터 96년은 사상 유례없는 공포정치의 시기로 여겨지게 되었다.

### 암살
결국 도미티아누스는 96년 9월 18일에 근위대장 2명과 여러 궁정관리, 아내 도미티아 롱기나의 음모로 살해당했다. 그 뒤 곧 제위를 이은 네르바 역시 음모에 가담한 것이 분명하다. 원로원은 그의 죽음을 기뻐하며 생전에 남긴 모든 업적을 지워버리는 '기록말살형'에 처했음에도 군대는 이에 반발해 이듬해에 책임자들을 처벌하라고 요구했다.

## 같이 보기
- 로마 황제 연대표

| 전임 티투스 | 제11대 로마 제국 황제 81년 - 96년 | 후임 네르바 |